# Bill Moos
William H. Moos (Edwall, Washington, 1951 körül) amerikai atlétikai igazgató, sportügyvivő és amerikaifutball-játékos.

## Magánélete és tanulmányai
Egy Washington állambeli farmon nőtt fel, majd 14 éves korában édesapja Daniel J. Evans kormányzó kabinetjének tagja lett, ezért a család Olympiába költözött. Az olympiai középiskolában érettségizett, majd a Washingtoni Állami Egyetemen 1973-ban történészdiplomát szerzett. Az intézmény egyik legjobb offensive tackleje volt.
Feleségével, Kendrával három lányuk (Christa, Brittany és Kaiti), valamint két fiuk (Bo és Benjamin) született.

## Pályafutása

### Oregon Ducks
1990-ig a Washington State Cougars helyettes, illetve társigazgatója, majd 1995-ig a Montana Grizzlies és Lady Griz atlétikai igazgatója volt. 1995-től 2007-ig az Oregon Ducks alkalmazta. Pályafutása alatt a költségvetést 18,5-ről negyvenmillió dollárra növelte, és nevéhez fűződik két sportlétesítmény (Autzen Stadion és Ed Moshofky Sportközpont) megépítése. Az egyesület tizenhárom konferenciabajnoki címet nyert, és megalakult a labdarúgó- és lacrosse-csapat.
2007-ben egy Phil Knighttal szembeni költségvetési vita miatt távozott. Moos szerződése szerint évente kétszázezer dollárt kapott azért, hogy a Power Five-tagintézmények egyikében sem vállalt pozíciót. 2007 és 2010 között Valleyfordban marhát tartott. Távozásának pontos oka nem ismert, de közrejátszott benne a McArthur Sportpálya helyettesítésével kapcsolatos nézeteltérés. Lemondása után Knight százezer dollárt adományozott egy új sportaréna megépítésére.

### Washington State Cougars
2010-ben a Washington State Cougars teljes munkaidős atlétikai igazgatója lett. Tíz éves szponzori szerződést kötött a Nike-kal, valamint a Pac-12 Conference vezetőjeként felügyelte a Fox Sportsszal és az ESPN-nel kötött hárommilliárd dolláros médiaszerződést.

### Nebraska Cornhuskers
2017. október 15-én a Nebraska Cornhuskers egymillió dollárért, a Big Ten Conference második legmagasabb fizetéséért szerződtette. Mike Riley kirúgása után Scott Frost quarterback lett az amerikaifutball-edző. Moos karrierjének első hónapjaiban a nőiröplabda-csapat NCAA-bajnok lett.
2019 márciusában kirúgta Tim Miles kosárlabdaedzőt, utódja Fred Hoiberg lett.
2021. június 25-én bejelentették, hogy 30-ai hatállyal nyugdíjba vonul.

## Fordítás
- Ez a szócikk részben vagy egészben  a   Bill Moos című angol Wikipédia-szócikk ezen változatának fordításán alapul.  Az eredeti cikk szerkesztőit annak laptörténete sorolja fel. Ez a jelzés csupán a megfogalmazás eredetét és a szerzői jogokat jelzi, nem szolgál a cikkben szereplő információk forrásmegjelöléseként.